# Micromelalopha simonovi
Micromelalopha simonovi är en fjärilsart som beskrevs av Alexander Schintlmeister 1997. Micromelalopha simonovi ingår i släktet Micromelalopha och familjen tandspinnare. Inga underarter finns listade i Catalogue of Life.